# Tormenta tropical Henri (2003)
La tormenta tropical Henri fue una tormenta tropical moderada que se formó en la temporada de huracanes del Atlántico de 2003. La octava tormenta de la temporada, Henri fue uno de los seis ciclones tropicales que azotaron los Estados Unidos en el año. Henri se formó a partir de una onda tropical en el Golfo de México a principios de septiembre y cruzó Florida como una depresión tropical. Sus restos se trasladaron más tarde al Atlántico Medio antes de disiparse por completo.
Henri causó pocos daños como ciclón tropical. En Florida, cayó fuertes lluvias, aunque los daños se limitaron a daños menores por inundaciones. En Delaware y Pensilvania, los daños fueron mayores, donde las fuertes lluvias dañaron cientos de casas y negocios. Las inundaciones resultantes en Delaware se describieron como un evento de 1 en 500 años. El daño total de Henri a lo largo de su camino ascendió a $19,6 millones (2003 USD, $ 21,5 millones 2006 USD), pero no se informaron muertes.

## Historia meteorológica
El 22 de agosto de 2003, una onda tropical se movió frente a la costa de África y se movió hacia el oeste a través del Océano Atlántico y el Mar Caribe sin desarrollarse significativamente. El 1 de septiembre, el eje de la onda entró en el Golfo de México y, al hacerlo, la convección se organizó de manera constante alrededor de un centro de circulación de bajo nivel. El sistema se movió hacia el norte y se convirtió en la depresión tropical Doce el 3 de septiembre mientras se encontraba a unas 300 millas (480 kilómetros) al oeste de Tampa, Florida. Incrustada en una vaguada lenta de latitud media, la depresión se desplazó hacia el este y se fortaleció hasta convertirse en la tormenta tropical Henri el 5 de septiembre.

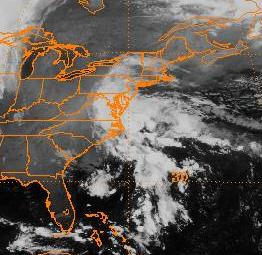
Restos de Henri cerca de Carolina del Norte el 12 de septiembre de 2003

A pesar de la fuerte cizalladura vertical del suroeste, Henri continuó intensificándose mientras se movía hacia el este y alcanzó una fuerza máxima de 60 mph (95 km/h) más tarde el 5 de septiembre. Poco después, sin embargo, la cizalladura debilitó considerablemente la tormenta y se degradó a depresión tropical. Henri no pudo recuperar su intensidad y tocó tierra cerca de Clearwater, Florida, el 6 de septiembre como una depresión tropical de 55 km/h (35 mph), y rápidamente cruzó el estado mientras aceleraba hacia el noreste. A pesar de las predicciones iniciales de reintensificación sobre aguas abiertas debido a una cizalladura potencialmente menor, Henri no pudo volver a fortalecerse y degeneró en un área remanente de baja presión el 8 de septiembre frente a la costa de Carolina del Norte.
El amplio y desorganizado remanente bajo permaneció casi estacionario debido a una cresta de alta presión al norte. La convección residual dentro de los restos de Henri permaneció desorganizada, pero los meteorólogos vigilaron el potencial de redesarrollo. Sin embargo, se trasladó tierra adentro cerca del cabo Hatteras el 12 de septiembre sin reorganizarse.  Los restos continuaron hacia el norte y se disiparon el 17 de septiembre sobre Nueva Inglaterra.

## Preparaciones
El Centro Nacional de Huracanes emitió una Advertencia de Tormenta Tropical desde Englewood hasta Indian Pass, Florida, mientras que Henri era una depresión tropical; sin embargo, las advertencias se suspendieron cuando Henri tocó tierra. Se emitieron advertencias de inundación en todo el estado antes de que la tormenta tocara tierra, con predicciones de 5 a 10 pulgadas (125 a 255 mm) de lluvia. Como resultado del acercamiento de la tormenta, doce refugios fueron puestos en espera. De manera similar, la línea directa de información sobre refugios contra huracanes se puso en espera y estuvo lista para activarse en 10 minutos. Los funcionarios del condado de Levy declararon el estado de emergencia. Allí, se enviaron sacos de arena y arena a Cedar Key, Yankeetown e Inglis en previsión de marejadas ciclónicas e inundaciones.